# ديسقوريا فلوريدية
الديسقوريا الفلوريدية أو يام فلوريدا (الاسم العلمي:Dioscorea floridana) هي نوع من النباتات تتبع جنس الديسقوريا من الفصيلة الديسقورية.